# Renan Nunes
Renan Nunes (12 de junio de 1986) es un deportista brasileño que compitió en judo. Ganó dos medallas de oro en el Campeonato Panamericano de Judo, en los años 2012 y 2013.

## Palmarés internacional
| Campeonato Panamericano | Campeonato Panamericano | Campeonato Panamericano | Campeonato Panamericano |
| Año                     | Lugar                   | Medalla                 | Categoría               |
| ----------------------- | ----------------------- | ----------------------- | ----------------------- |
| 2012                    | Montreal (Canadá)       | Medalla de oro          | –100 kg                 |
| 2013                    | San José (Costa Rica)   | Medalla de oro          | –100 kg                 |